# تشارلز إي. هوغ
تشارلز إي. هوغ (بالإنجليزية: Charles E. Hogg)‏ هو محامي وسياسي أمريكي، ولد في 21 ديسمبر 1852 في الولايات المتحدة، وتوفي بنفس المكان في 14 يونيو 1935. حزبياً، نشط في الحزب الجمهوري والحزب الديمقراطي. انتخب عضو مجلس النواب الأمريكي.